# きえちゃう!!キャンディー
きえちゃうキャンディーは、ライオン菓子株式会社から発売されている飴である。

## 概要
1991年販売開始。味はグレープ味で、飴の形はパッケージにも登場するきえちゃう君である。舐める前は紫色をしているが、舐めていくと色が変わるのが特徴である。きえちゃうキャンディーの名前の由来は飴を舐めていると外側の色がきえちゃうことからきている。また、変わる色で占いを楽しむことができる。
サンフェノンが飴に入っている。